# KNWJ
KNWJ（104.7 FM  "FM104"）是位于美属萨摩亚的一个基督教广播电台。发射地位于利昂，属于Showers of Blessings Radio。其中KNWJ的呼号于1999年11月30日由美国联邦通信委员会确定。

## 其他频率
| 呼号   | 频率     | 发射地   | 功率 |
| K281AY | 104.1MHz | 帕果帕果 | 10W  |